# العلاقات الجورجية الفانواتية
العلاقات الجورجية الفانواتية هي العلاقات الثنائية التي تجمع بين جورجيا وفانواتو.

## مقارنة بين البلدين
هذه مقارنة عامة ومرجعية للدولتين:
| وجه المقارنة                                              | جورجيا                          | فانواتو                                  |
| --------------------------------------------------------- | ------------------------------- | ---------------------------------------- |
| المساحة (كم2)                                             | 69.70 ألف                       | 12.19 ألف                                |
| عدد السكان (نسمة)                                         | 3.72 مليون                      | 276.24 ألف                               |
| الكثافة السكانية (ن./كم²)                                 | 53.37                           | 22.66                                    |
| العاصمة                                                   | تبليسي، كوتايسي                 | بورت فيلا                                |
| اللغة الرسمية                                             | اللغة الجورجية، اللغة الأبخازية | اللغة البسلاما، لغة فرنسية، لغة إنجليزية |
| العملة                                                    | لاري جورجي                      | فاتو فانواتي                             |
| الناتج المحلي الإجمالي (بليون دولار)                      | 15.16 مليار                     | 862.88 مليون                             |
| الناتج المحلي الإجمالي (تعادل القوة الشرائية) بليون دولار | 35.68 مليار                     | 790.76 مليون                             |
| الناتج المحلي الإجمالي الاسمي للفرد دولار أمريكي          | 3.79 ألف                        | 2.81 ألف                                 |
| الناتج المحلي الإجمالي للفرد دولار أمريكي                 |                                 | 3.03 ألف                                 |
| مؤشر التنمية البشرية                                      | 0.754                           | 0.594                                    |
| رمز المكالمات الدولي                                      | +995                            | +678                                     |
| رمز الإنترنت                                              | .ge، .გე ‏                       | .vu                                      |
| المنطقة الزمنية                                           | ت ع م+04:00                     | ت ع م+11:00                              |

## منظمات دولية مشتركة
يشترك البلدان في عضوية مجموعة من المنظمات الدولية، منها:
| علم المنظمة | اسم المنظمة                   | تاريخ انضمام جورجيا | تاريخ انضمام فانواتو |
| ----------- | ----------------------------- | ------------------- | -------------------- |
|             | يونسكو                        | 7 أكتوبر 1992       | 10 فبراير 1994       |
|             | مؤسسة التمويل الدولية         | 29 يونيو 1995       | 28 سبتمبر 1981       |
|             | مؤسسة التنمية الدولية         | 31 أغسطس 1993       | 28 سبتمبر 1981       |
|             | منظمة التجارة العالمية        | 14 يونيو 2000       | ?                    |
|             | الاتحاد البريدي العالمي       | ?                   | ?                    |
|             | الاتحاد الدولي للاتصالات      | 7 يناير 1993        | 30 مارس 1988         |
|             | الأمم المتحدة                 | 31 يوليو 1992       | 15 سبتمبر 1981       |
|             | البنك الدولي للإنشاء والتعمير | 7 أغسطس 1992        | 28 سبتمبر 1981       |
|             | المنظمة الهيدروغرافية الدولية | ?                   | ?                    |

## وصلات خارجية
- موقع وزارة الخارجية الجورجية